# Gelatina

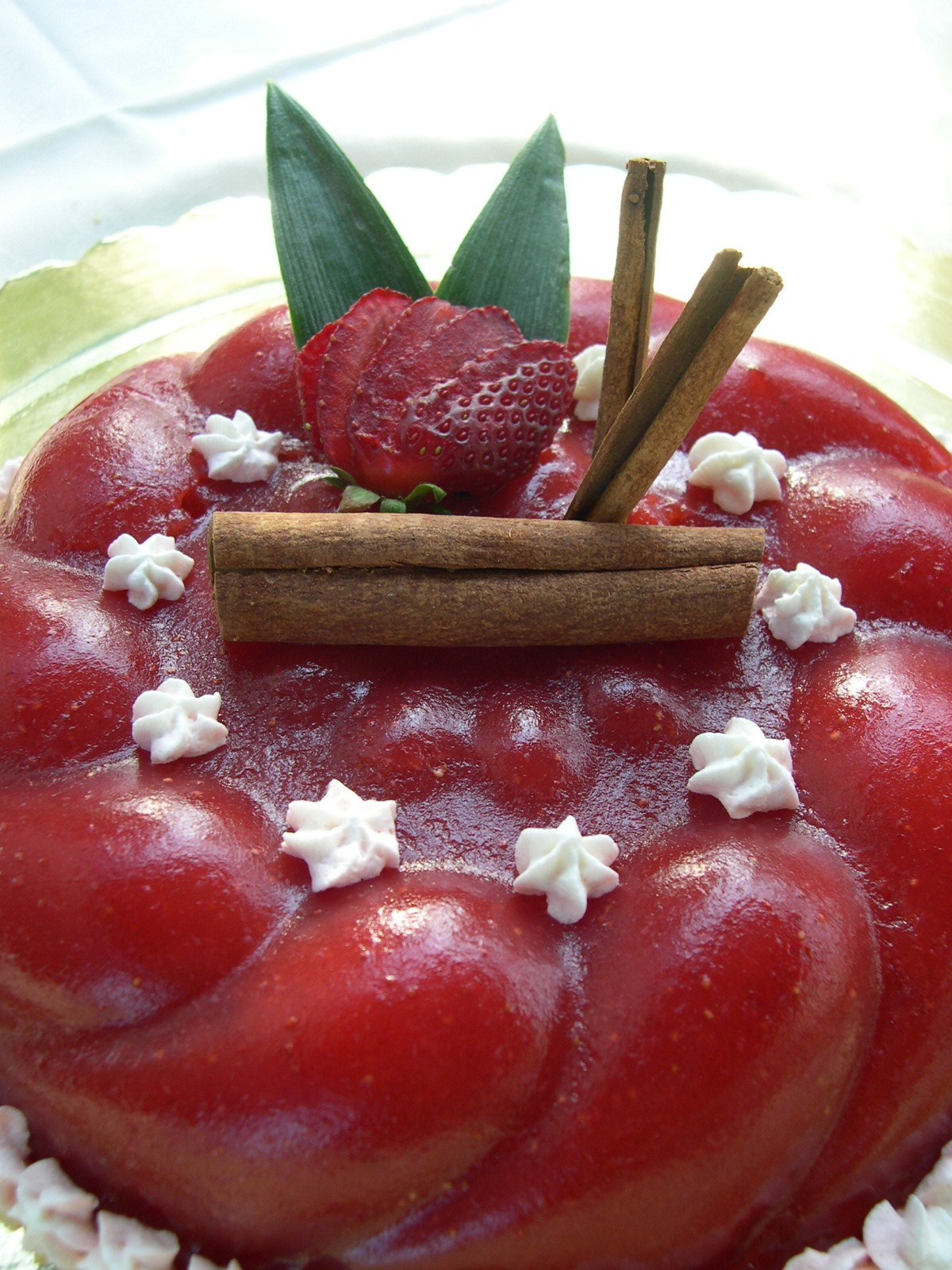
Uno de los empleos de la gelatina es en la cocina.

La gelatina (del italiano gelatina, siglo XIII, y del francés galantine, siglo XII, préstamos provenientes del dálmata galatina, a su vez del latín gelatus, de gelare, y el sufijo -ina) (también, jaletina, en lenguaje coloquial) es un coloide gel, es decir, una mezcla semisólida a temperatura ambiente, incolora, translúcida, quebradiza e insípida.
Se trata de una proteína compleja, un polímero compuesto de aminoácidos. Como sucede con los polisacáridos, el grado de polimerización, la naturaleza de los monómeros y la secuencia en la cadena proteica determinan sus propiedades generales. Una notable propiedad de las disoluciones de esta molécula es su comportamiento frente a temperaturas diferentes: son líquidas en agua caliente (coloide tipo sol) y se solidifican en agua fría (coloide tipo gel).
Al tener una gran cantidad de proteína, esa es su mayor propiedad nutritiva: proteína (98-99 %), sales minerales (1-2 %) y agua, dependiendo de cómo se hidrate su precursor. La gelatina se utiliza en la fabricación de alimentos para el enriquecimiento proteínico, para la reducción de hidratos de carbono y como sustancia portadora de vitaminas.
La gelatina cuaja a temperatura ambiente, a 18 °C o menos, pero siempre por encima del punto de congelación. Si se calienta a 27 °C, poco a poco se convertirá en una mezcla acuosa; si se enfría volverá a cuajar. Este comportamiento lo determina la gelatina, que es termorreversible.
El agaragar es un carragenato, no una gelatina, y proviene de las algas.

## Composición
La gelatina está compuesta por proteína proveniente del colágeno (entre un 98 % y un 99 % de su peso seco) y entre un 1 % y un 2 % de sales minerales, sin contar el agua que es su mayor parte, al ser un gel. El porcentaje de agua depende de cómo se haga la receta.[cita requerida]
Aunque es un polímero compuesto de aminoácidos, no contiene los principales aminoácidos esenciales en la nutrición humana como valina, tirosina y triptófano, por eso se considera de bajo valor nutricional.

## Obtención
La gelatina es una mezcla de péptidos y proteínas producida por hidrólisis parcial del colágeno extraído de la piel, el hueso hervido y/o molido y tendones.
El paso de colágeno insoluble a gelatina soluble constituye la transformación esencial de su elaboración industrial. El proceso puede dar diferentes gelatinas dependiendo de las rupturas en las uniones intramoleculares. 
La materia prima se obtiene de las curtiembres y mataderos, y se le realizan diferentes pretratamientos:
- Los cueros se tratan con sales para preservarlos.
- Las pieles se congelan para almacenamiento y transporte.
- Los huesos de ganado vacuno se desgrasan y se trituran antes del transporte y el procesamiento.
- Todos los días se recogen huesos frescos que deberán procesarse dentro de las 24 horas desde el sacrificio del animal.
- Los huesos se tratan en una solución ácida para extraerles los minerales (fosfato de calcio) sin afectarles los contenidos orgánicos. Después de un lavado, el producto resultante llamado oseína se vuelve flexible. Los fosfatos se separan por precipitación con cal, obteniéndose como producto secundario fosfato de calcio.
- La oseína y las pieles se procesan con ácidos para su hidrólisis a temperatura ambiente por un tiempo relativamente corto; se ponen en contacto con una solución de cal durante 5 a 10 semanas a temperatura ambiente; y luego se ajusta el pH requerido para la extracción de gelatina propiamente dicha.
- La extracción es un proceso discontinuo, por lotes, que produce un licor del 6% al 10% de gelatina. Luego se filtra y concentra de forma continua en un evaporador al vacío. La solución se esteriliza a 145 °C (293 °F) y se enfría rápidamente para gelificar la solución. Este gel se extruye en forma de granos y se seca con aire filtrado y aséptico.

Finalmente se muelen los granos hasta obtener el tamaño de partícula necesario. Deben almacenarse en condiciones adecuadas, ya que son fácilmente alterables en solución o humedad. Se pueden adquirir también en forma de hojas o láminas que suelen ser rectangulares, amorfas, delgadas, flexibles, de fractura neta, transparentes o ligeramente amarillentas, inodoras y con sabor especial muy tenue. Esta última forma es ya poco comercializada puesto que la presentación en granulado es más fácil de disolver (aunque se utiliza todavía en algunas partes de Europa y Sudamérica).

## Usos culinarios
Algunos de los usos se fundamentan en el empleo de la cola de pescado; no obstante, la gelatina más extendida en las aplicaciones culinarias es la denominada gelatina de postres que acaba empleada en:
- Aspic
- Crema bávara
- Pastilla de goma
- Postre de gelatina